# Nadleśnictwo Przysucha
Nadleśnictwo Przysucha – jednostka organizacyjna Lasów Państwowych podległa Regionalnej Dyrekcji Lasów Państwowych w Radomiu. Siedziba nadleśnictwa znajduje się w Przysusze, w powiecie przysuskim, w województwie mazowieckim.
Nadleśnictwo obejmuje większość obszaru powiatu przysuskiego oraz część powiatów szydłowieckiego w województwie mazowieckim, opoczyńskiego w województwie łódzkim oraz koneckiego w województwie świętokrzyskim.

## Historia
Nadleśnictwo Przysucha powstało w 1945 i objęło znacjonalizowane przez rząd komunistyczny lasy prywatne. Później przyłączono do niego kompleks Kłonna, stanowiący przedwojenną własność skarbu państwa. Początkowo siedziba nadleśnictwa mieściła się w Drzewicy. Przeniesiono ją do Przysuchej w 1947.
Również w 1945 powstało Nadleśnictwo Chlewiska, które także objęło znacjonalizowane przez komunistów lasy prywatne. W 1949, w związku ze zmianą jego siedziby, zmieniono nazwę na Nadleśnictwo Rzuców. W 1958 z części gruntów nadleśnictw Przysucha i Rzuców utworzono Nadleśnictwo Barycz.
1 stycznia 1973 połączono nadleśnictwa Przysucha, Niekłań i Rzuców w jedno Nadleśnictwo Przysucha, do którego włączono także część Nadleśnictwa Barycz. 1 stycznia 1978 miała miejsce korekta granic z nadleśnictwami Barycz i Opoczno. Nadleśnictwo Przysucha straciła wówczas m.in. tereny byłego Nadleśnictwa Niekłań. Zmiany granic miały miejsce jeszcze w 1993 i w 1995.

## Ochrona przyrody
Na terenie nadleśnictwa znajdują się dwa rezerwaty przyrody:
- Podlesie
- Puszcza u źródeł Radomki.

## Drzewostany
Typy siedliskowe lasów nadleśnictwa (z ich udziałem procentowym):
- las mieszany wyżynny świeży 43%
- las mieszany wyżynny wilgotny 18%
- las wyżynny świeży 13%
- bór świeży 6%
- bór mieszany świeży 5%
- bór mieszany wyżynny świeży 5%

Gatunki lasotwórcze lasów nadleśnictwa (z ich procentowym udziałem powierzchniowym):
- sosna 65%
- jodła 14%
- dąb 8%
- brzoza 5%
- buk 4%

Średni wiek drzewostanów wynosi 64 lata.